# Kabasha
Kabasha est une localité, du territoire de Beni de la province du Nord-Kivu en république démocratique du Congo.

## Géographie
Située au pied du volcan Karibumba (1427 m) proche des rives de la rivière Lume, la localité est desservie par la route nationale RN 2 à 18 km au sud-ouest de la ville de Beni. Elle est distante de 37 km de Butembo.

## Histoire

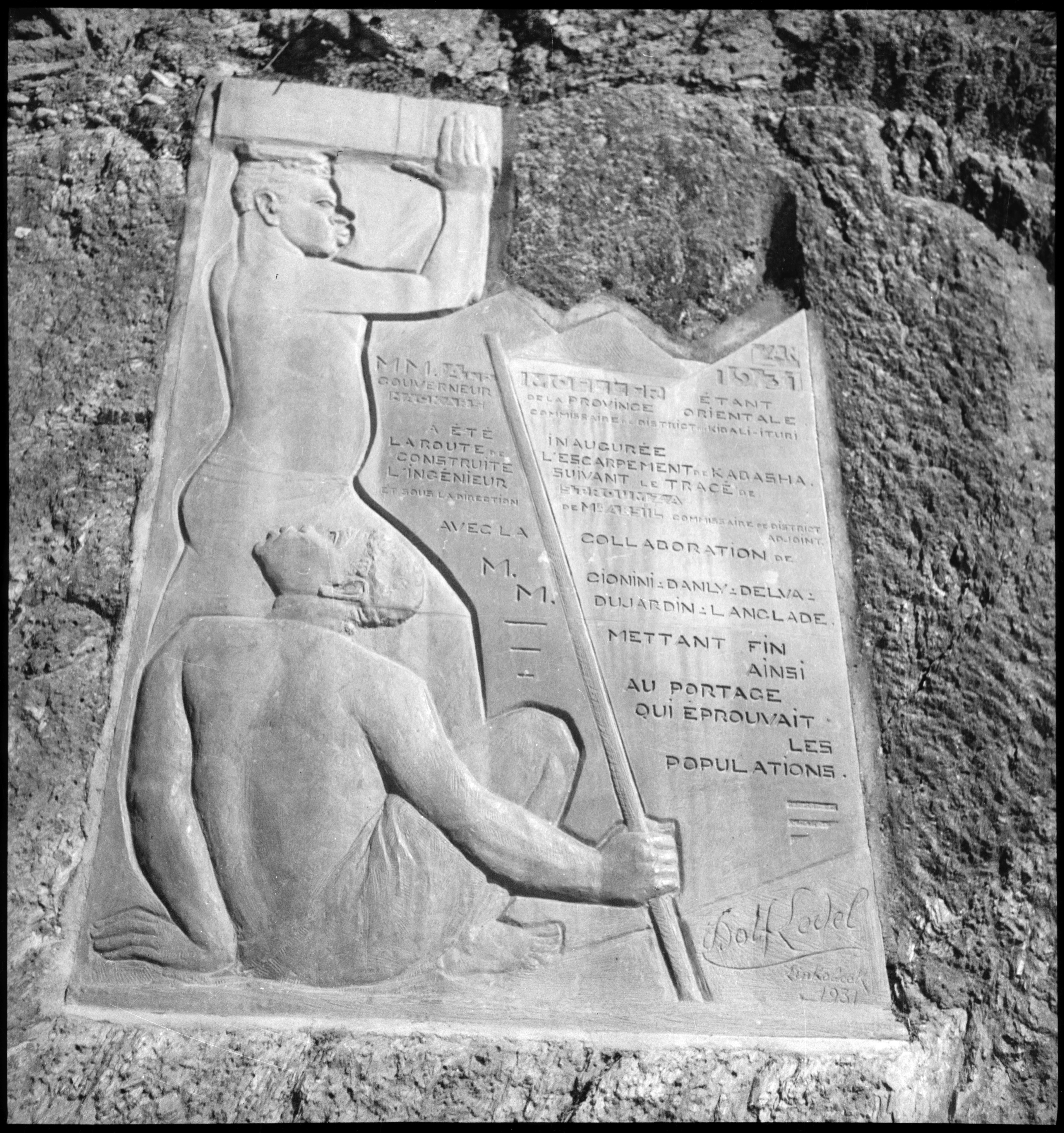
Plaque érigée en 1931 par le sculpteur belge Dolf Ledel pour les ingénieurs qui ont construit la route à travers les gorges de Kabasha.

## Administration
Localité de 8 092 électeurs enrôlés en 2018, elle a le statut de commune rurale de moins de 80 000 électeurs, sous le nom de Lume, elle compte 7 conseillers municipaux en 2019.